# Малый Дорошев
Малый Дорошев (укр. Малий Дорошів) — село в Куликовской поселковой общине Львовского района Львовской области Украины.
Население по переписи 2001 года составляло 229 человек. Занимает площадь 8,20 км². Почтовый индекс — 80363. Телефонный код — 3252.